# Vitali Zjolobov
Vitali Mikhailovitsj Zjolobov (Russisch: Виталий Михайлович Жолобов) (Oblast Cherson, 18 juni 1937) is een Russisch voormalig ruimtevaarder. Zjolobov’s eerste en enige ruimtevlucht was Sojoez 21 en begon op 6 juli 1976. Doel van deze missie was een koppeling uit te voeren met het ruimtestation Saljoet 5 en onderzoek aan boord te verrichten.
Zjolobov werd in 1963 geselecteerd om te trainen als astronaut. In 1982 ging hij als astronaut met pensioen. Zjolobov ontving meerdere onderscheidingen en titels, waaronder Held van de Sovjet-Unie, de Medaille van verdienste voor ruimteonderzoek en de Leninorde. 